# Geráni (La Canée)
Geráni, en grec moderne : Γεράνι, est un village du dème de Plataniás, en Crète, en Grèce. Selon le recensement de 2011, la population de Geráni compte 312 habitants.